# Buena Familia
Buena Familia ist eine philippinische Kinderfilm-Fernsehserie, die seit dem 28. Juli 2015 bis zum 4. März 2016 auf GMA Network ausgestrahlt wird.

## Handlung
Die Buenas sind der Inbegriff eines idealen Haushaltes: prominent, gebildet und sehr wohlhabend. Arthur, der Vater, ist ein erfolgreicher Investment-Tycoon und seine Frau Bettina engagiert sich in allen großen gesellschaftlichen Veranstaltungen. Ihre schönen Kinder Celine, Liebling, Edwin und Faye studieren alle an exklusiven Schulen. Alles scheint perfekt bei den Buenas, bis Josephine Carter ins Spiel kommt.
Josephine stellt sich als neue Investorin vor. Sie behauptet später, dass sie rücksichtslos von Arthur betrogen worden sei. Es stellt sich heraus, dass sie nicht nur eine ehemalige Assistentin von Arthur war, sondern auch seine verärgerte Geliebte. Nun plant sie Rache an Arthur und will die Buena-Familie in einem Prozess ruinieren. Arthur wird zu einer Gefängnisstrafe verurteilt und die Familie verliert ihr gesamtes Vermögen. Später erleidet Bettina einen Nervenzusammenbruch.
Ohne Erziehungsberechtigte erfahren die vier Buena-Kinder Mobbing, finanzielle Not und die grausame Realität des Lebens, aber auch Wellen von Opposition, Unterdrückung und Verfolgung. Als Älteste wird Celine verpflichtet, ihre Geschwister durch Arbeit zu ernähren. Sie findet einen Job bei Harry, einem gutherzigen Geschäftsmann, der Celines Entschlossenheit bewundert. Er hilft ihr, die Familie Buena wieder auf die richtige Spur zu bekommen. Als jedoch ihr Leben gerade wieder anfängt besser zu werden, entdeckt Celine, dass sie tatsächlich adoptiert wurde und ihre leibliche Mutter Josephine ist, somit dieselbe Frau, die ihr perfektes Leben ruiniert hat. Sie ist auch die Ursache für all die Mühen und das Böse, das den Buenas zugestoßen ist.

## Besetzung
| Schauspieler         | Rolle                      |
| Jackie Rice          | Iris Florencio             |
| Kenneth Earl Medrano | Pacoy Alvero               |
| Ryza Cenon           | Vaness Castro              |
| Aicelle Santos       | Olga Vergara               |
| Mayton Eugenio       | Lauren Villacor            |
| Mel Kimura           | Gloria Racaza              |
| Lou Sison            | Alexis Manuel              |
| Tessie Tomas         | Marissa Agravante          |
| Dino Guevarra        | Quentin Monsanto-Sebastian |
| Pinky Amador         | Sandra Atendido            |
| Kristofer Martin     | Zach Michaels              |